# 湯島天満宮
湯島天満宮（ゆしまてんまんぐう）は、東京都文京区湯島三丁目にある天満宮で、菅原道真を含む二柱の祭神を祀る神社。通称は湯島天神（ゆしまてんじん）、旧称は湯島神社（ゆしまじんじゃ）。
旧社格は府社で、現在は神社本庁の別表神社。神紋は「加賀梅鉢紋」。境内は梅花の名所として知られる。

## 概要
雄略天皇2年（458年）、勅命により創建されたと伝わり、当初の祭神であった天之手力雄命（あめのたぢからをのみこと）に加えて、南北朝時代の正平10年（1355年）2月に郷民が菅原道真を勧請した。
江戸時代には幕府の崇敬・庇護を受け、江戸・東京における天神信仰の中心となった。学問の神様として知られる菅原道真を祀っているため受験シーズンには多数の受験生が合格祈願に訪れ、普段からも学問成就や修学旅行の学生らで非常な賑わいを見せている。
江戸時代から梅の花見の名所であり、第二次世界大戦後は2～3月に「梅まつり」が開かれている。白梅を中心に2024年時点では約200本あるが、終戦直後に植樹されてから老化が進み、木の数やつける花が減っており、湯島天満宮は植え替えや土の入れ替えなどにより庭園化する再生プロジェクトを進めている梅。
湯島天満宮の梅を歌った『婦系図』の歌（湯島の白梅）』（1942年 歌唱：藤原亮子・小畑実）は戦中時の歌として大ヒットした。

## 主祭神[3]
- 天之手力雄命 （あめのたぢからをのみこと）
- 菅原道真公 （すがわらのみちざねこう）

## 歴史
前述のように、古代から鎮座すると伝わる神社であり、江戸時代には徳川将軍家により朱印地を与えられた。

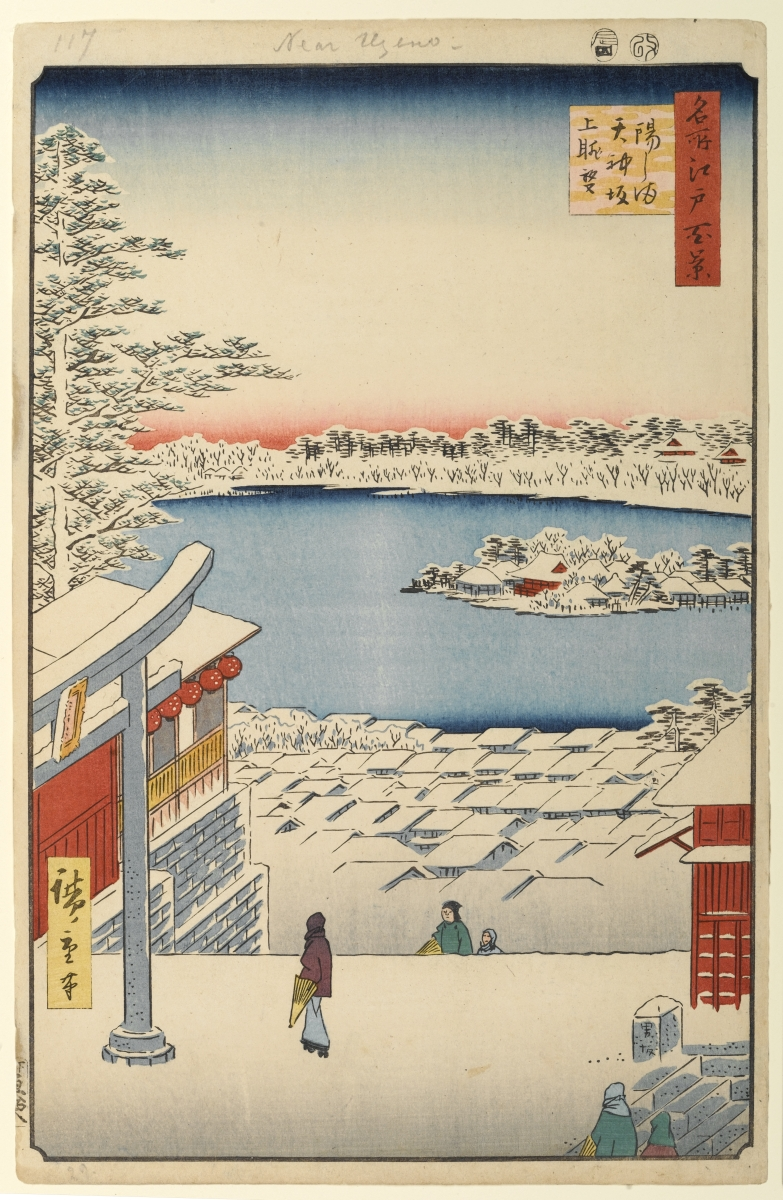
歌川広重『名所江戸百景』のうち「湯しま天神坂上眺望」。見下ろした先は上野不忍池。

明治維新に伴う神仏分離までは、東叡山寛永寺が湯島天満宮の別当であり、別当寺として実務を担ったのは天満宮に近い喜見院であった。
明治5年、近代社格制度において明治5年（1873年）にまず郷社とされ、明治18年に府社に昇格した。
平成13年（2001年）、神社本庁の別表神社に指定された。平成12年（2000年）3月31日、「湯島神社」から「湯島天満宮」に改称。

## 境内

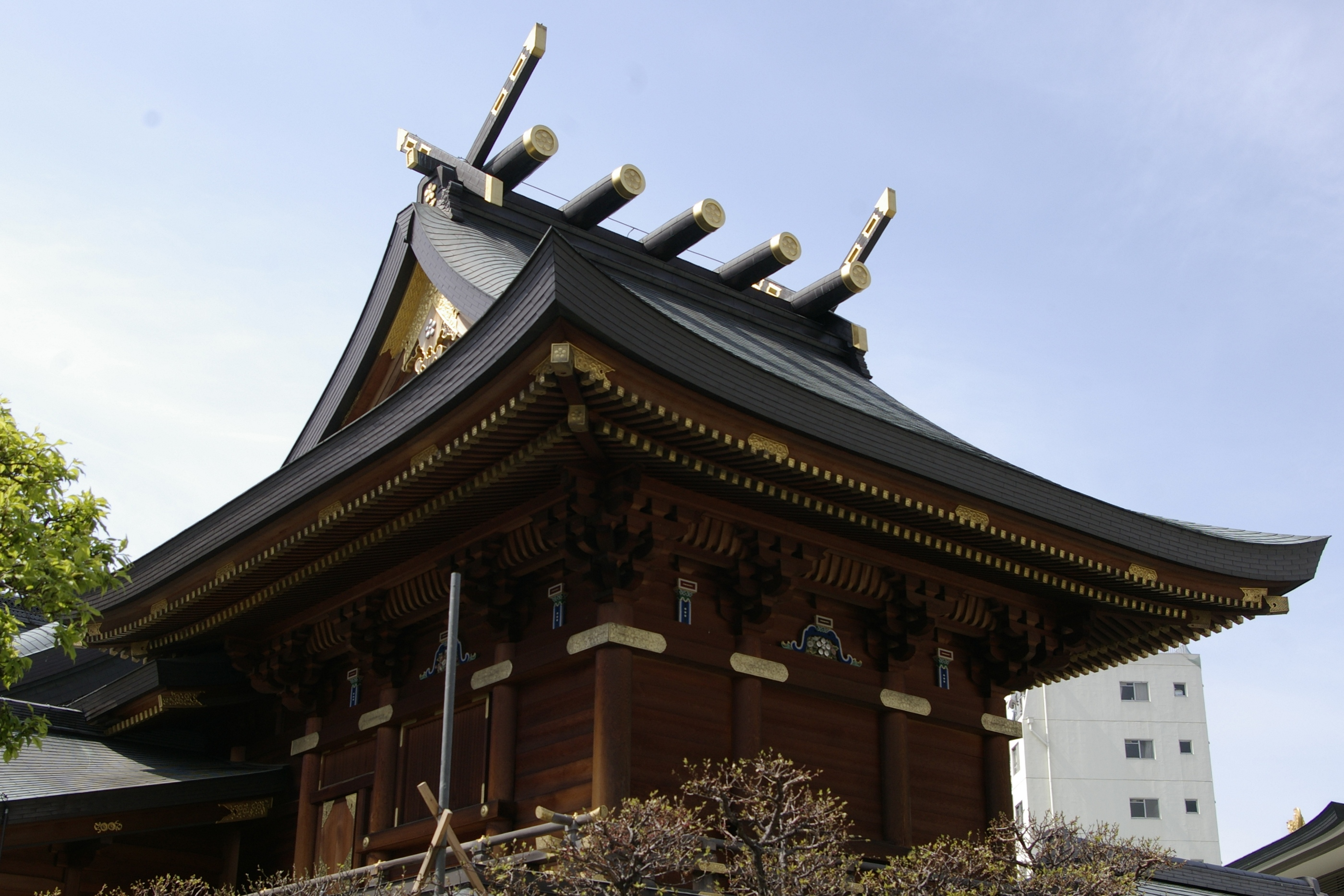
本殿、権現造、社殿は明治18年に改築されたが老朽化により平成7年（1995年）12月に再建
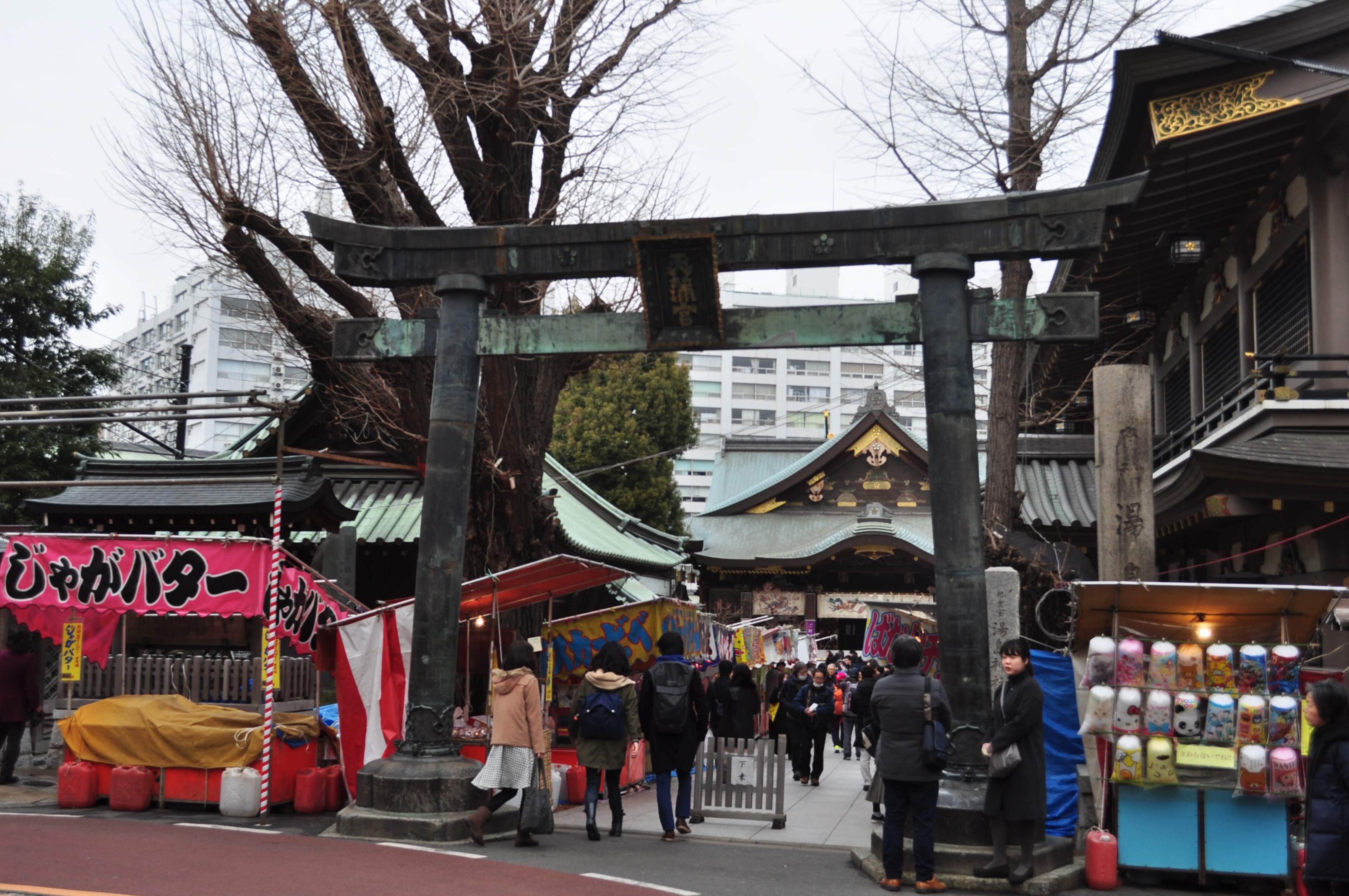
鳥居（2018年2月3日撮影）
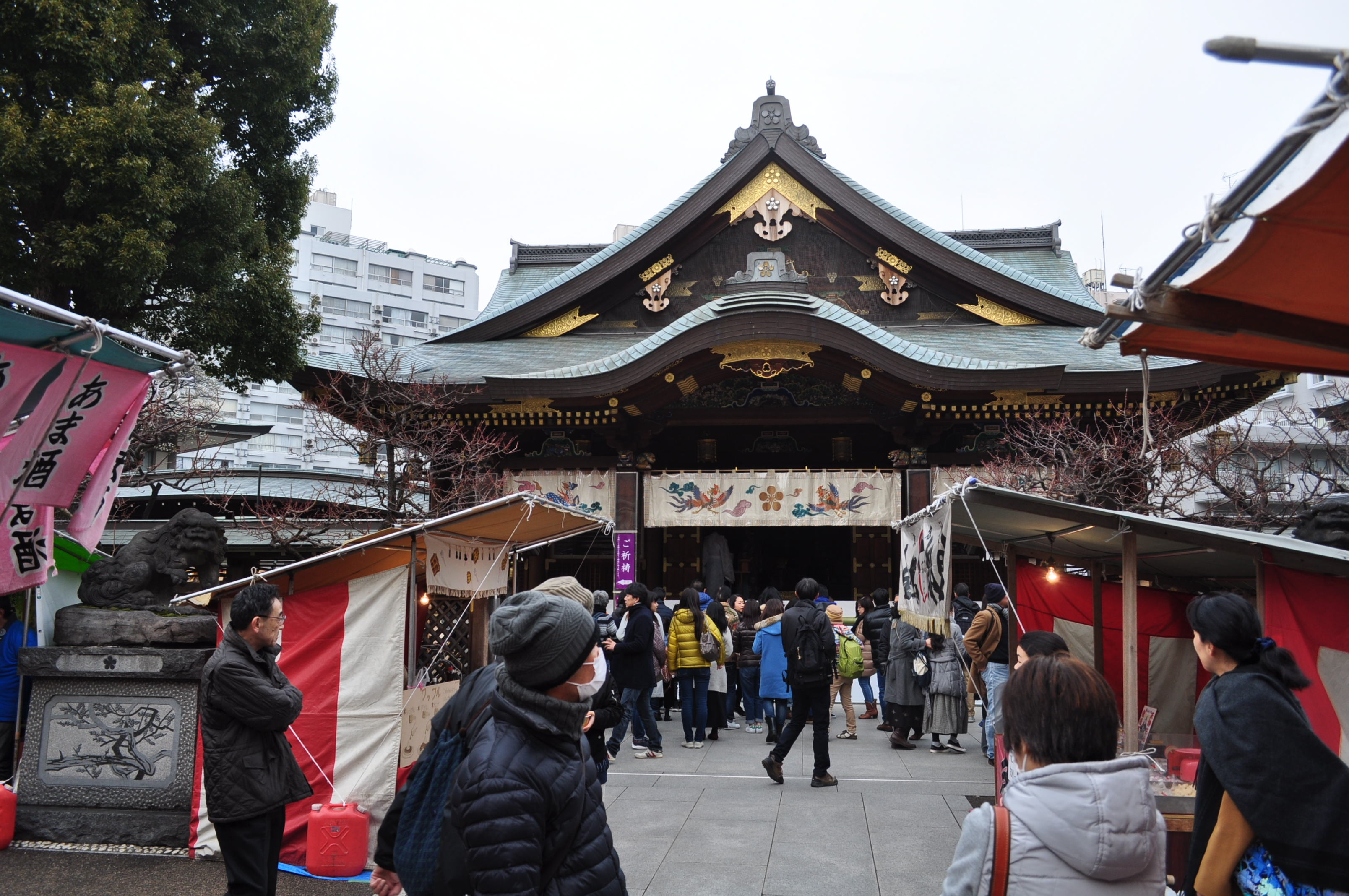
拝殿（2018年2月3日撮影）寛文7年（1667年）創建、都指定文化財
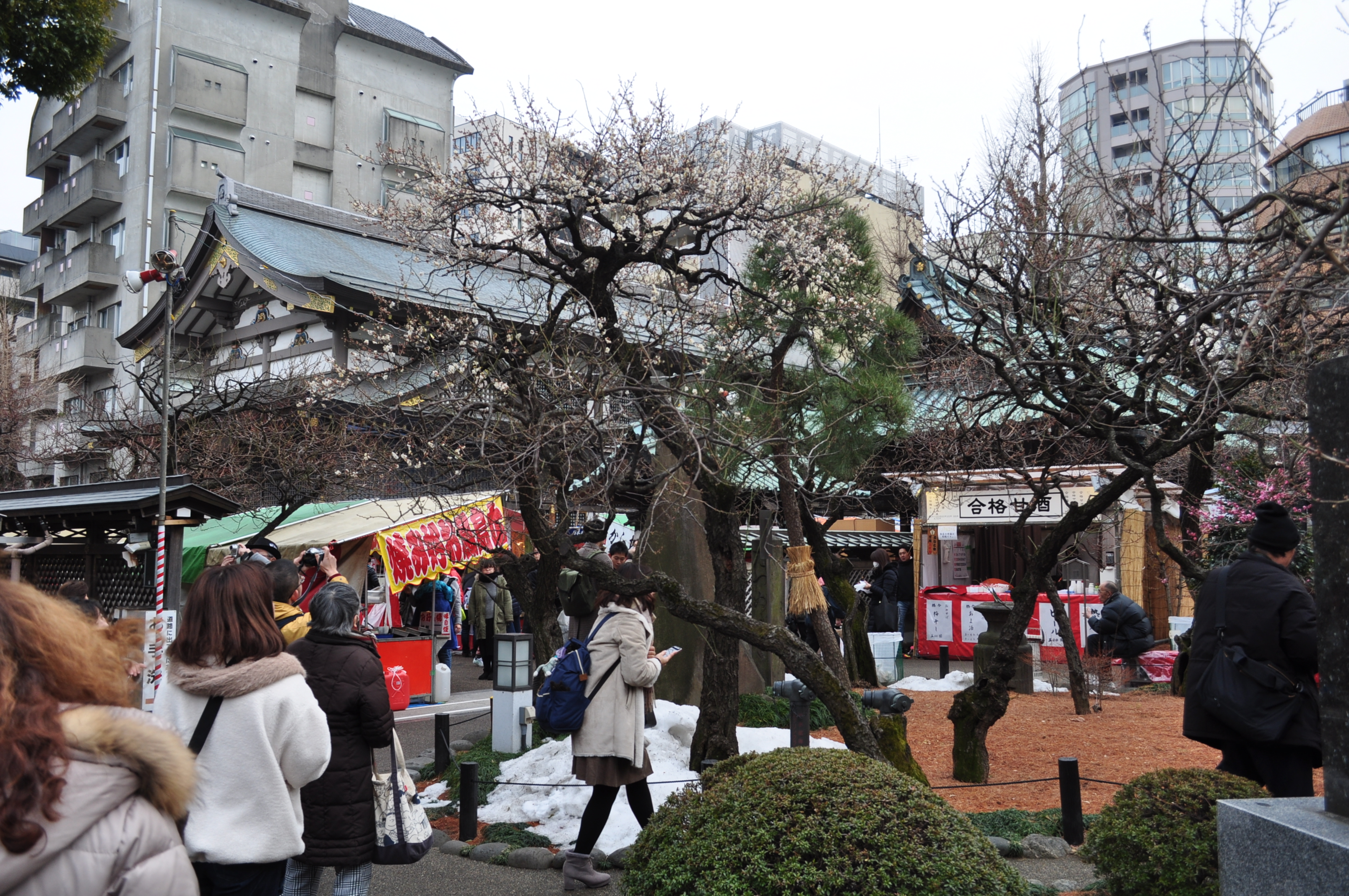
境内（2018年2月3日撮影）

## 摂末社

### 摂社
- 戸隠神社（とがくしじんじゃ） - 祭神は本殿の祭神としても祀られている天之手力雄命 （あめのたぢからをのみこと）。

### 末社
- 笹塚稲荷神社：祭神は宇迦之御魂神（うかのみたまのかみ）。

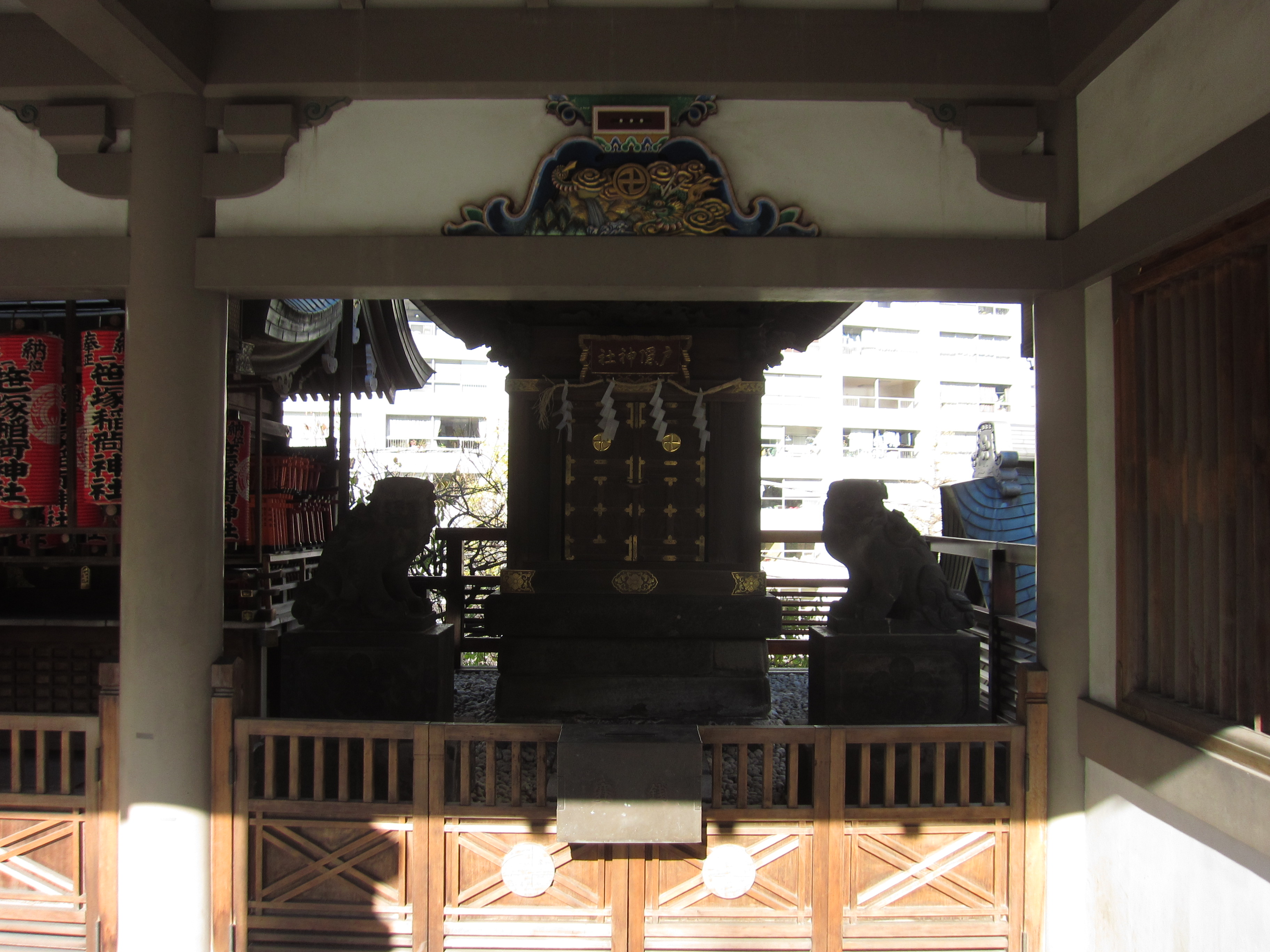
摂社の戸隠神社。祭神は天之手力雄命で、例祭は10月10日。道真公が祀られる以前からの地主神。
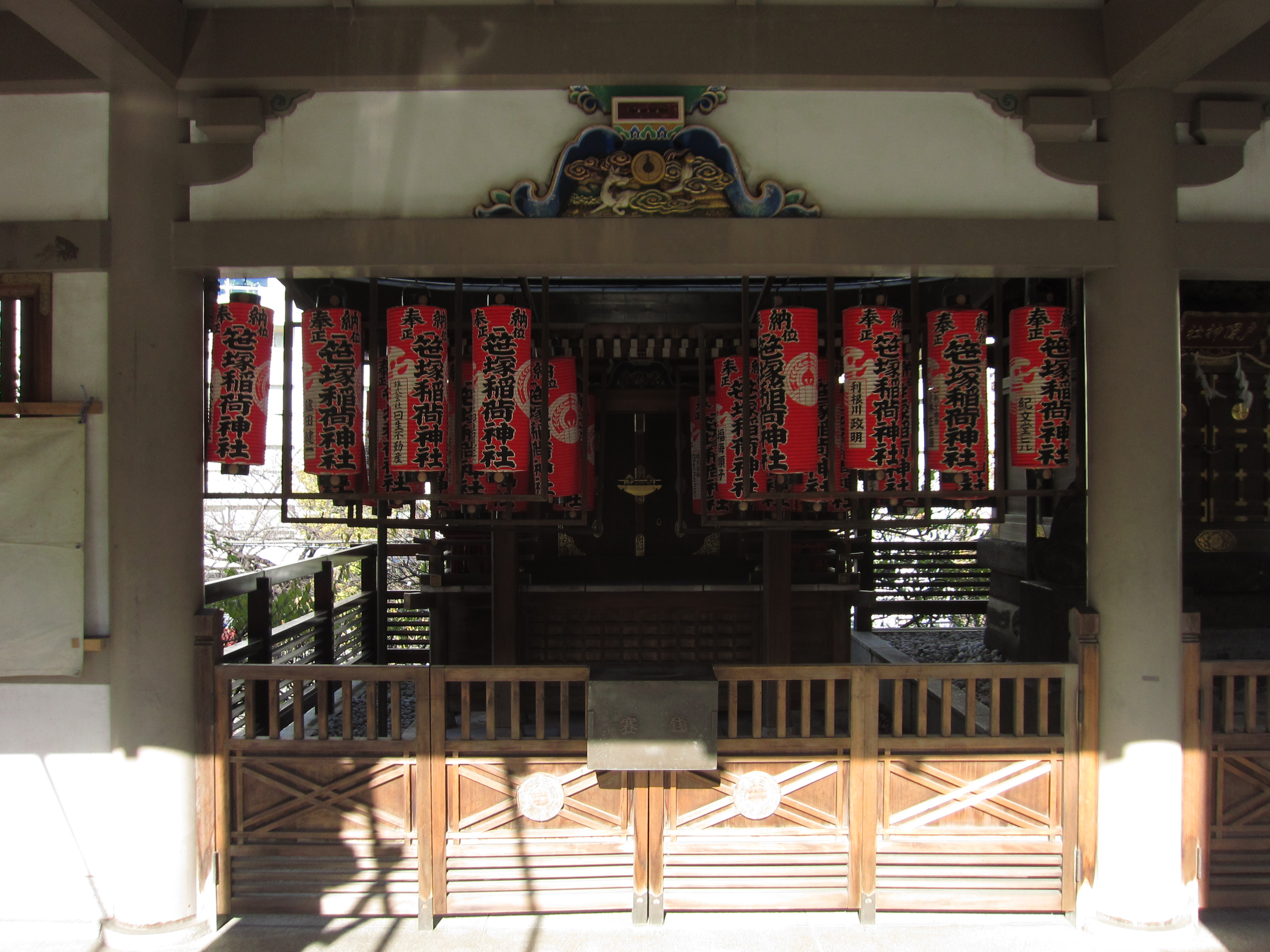
末社の笹塚稲荷神社。祭神は宇迦之御魂神で、例祭は3月旧二の午の日。

## 祭事
- 元旦祭：1月1日
- 成人祭：1月15日
- 初天神祭（鷽替え神事）：1月25日
- 節分|祭（豆撒き）：2月3日
- 梅まつり：2月上旬 - 3月上旬
- 例大祭：5月25日
- 夏越し大祓式（茅の輪くぐり神事）：6月30日
- 菊まつり：11月1日-11月23日
- 七五三祝祭：11月15日
- 納天神祭：12月25日
- 歳の市：12月26日）
- 師走大祓式・除夜祭：12月31日

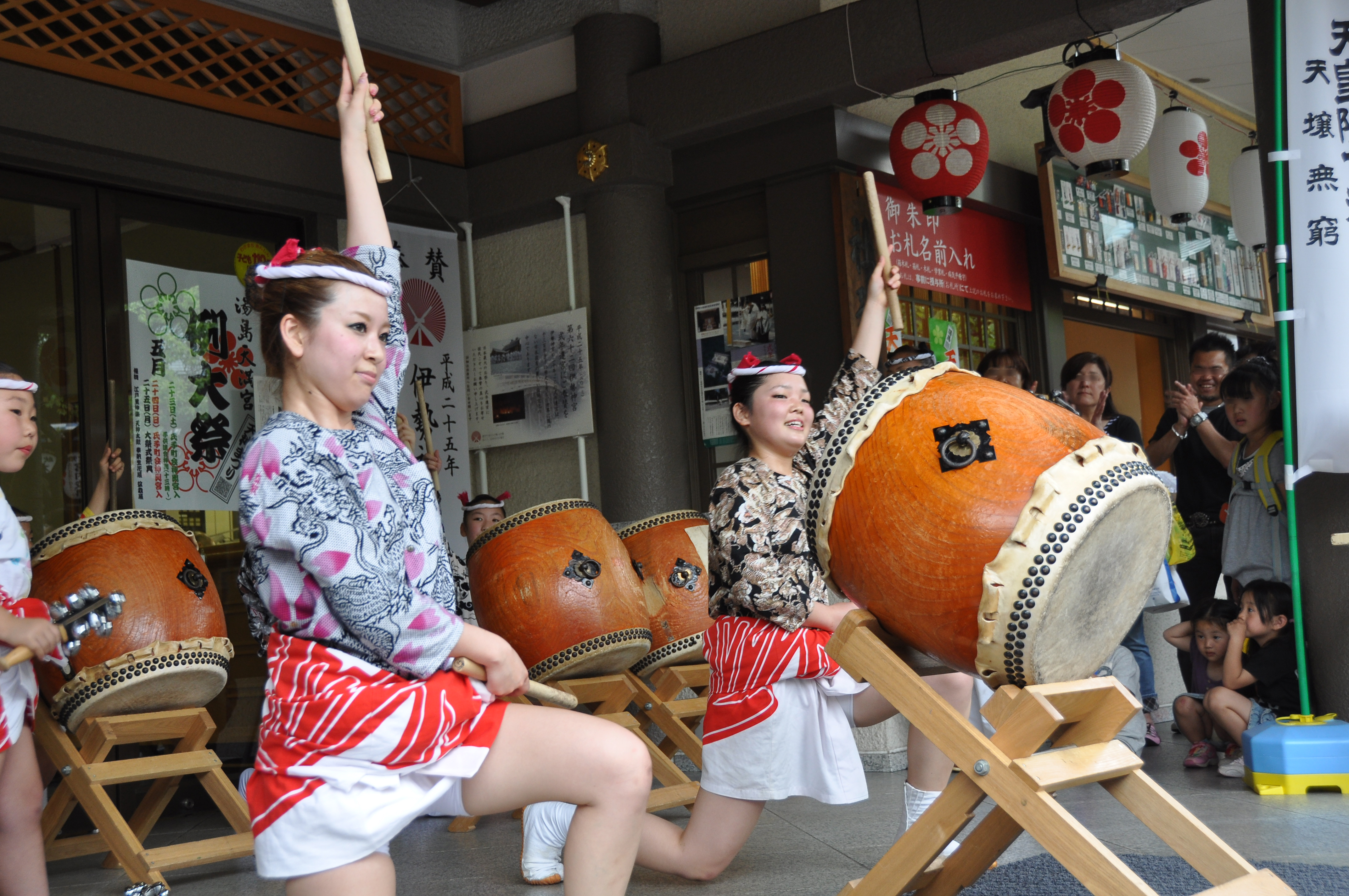
例大祭（5月）
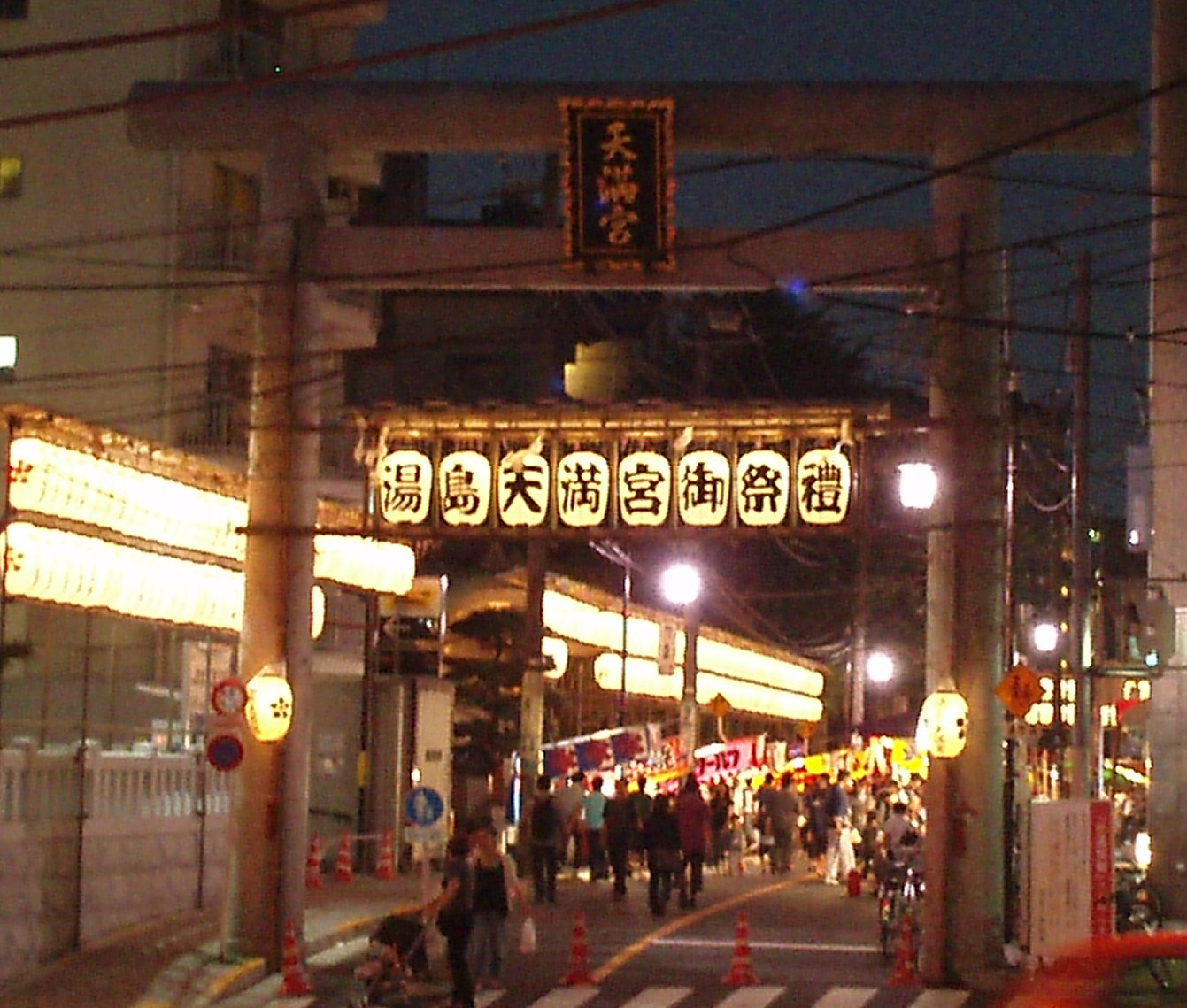
例大祭（5月）
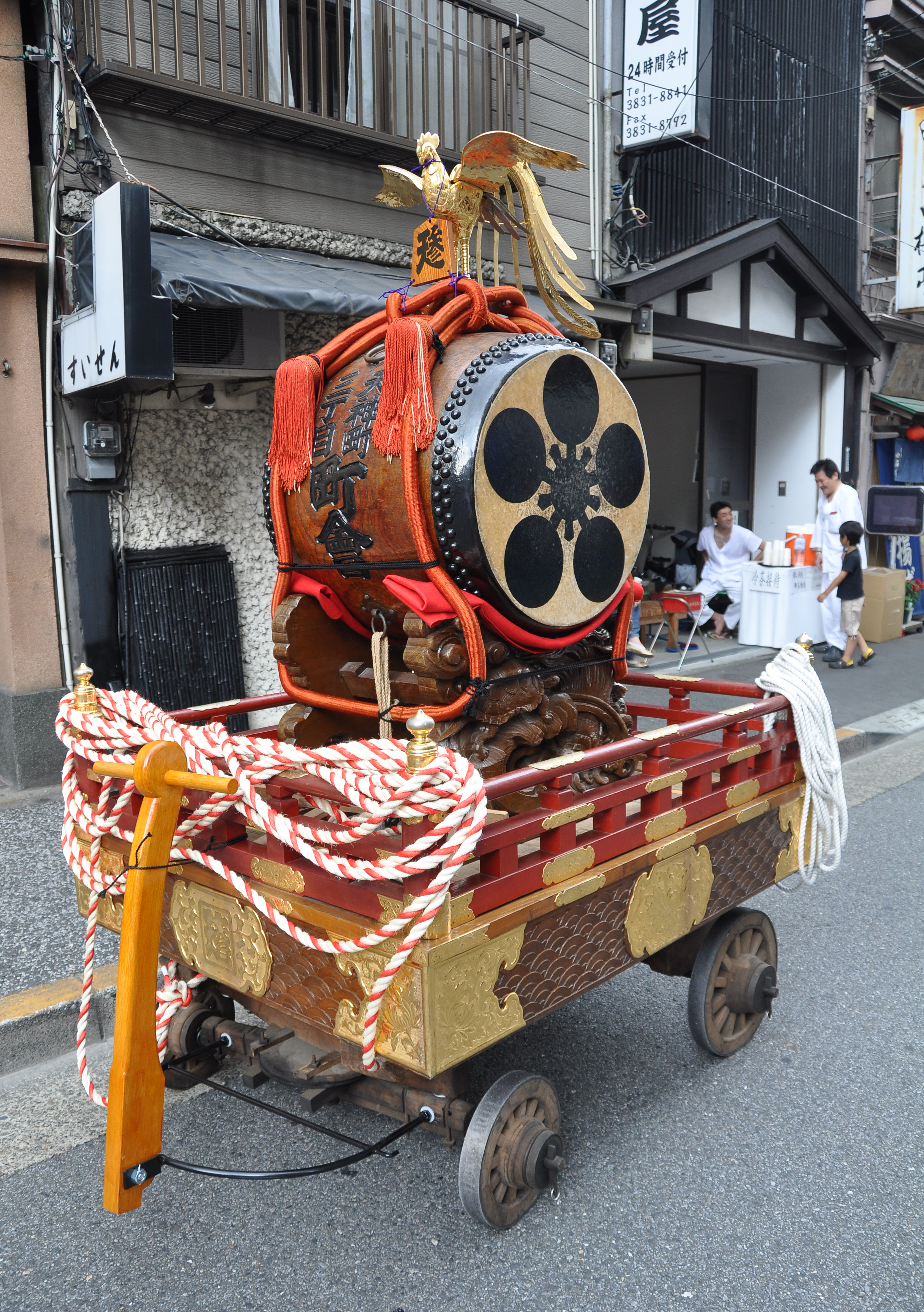
例大祭で使用する山車

## 文化財

### 東京都指定文化財
- 表鳥居（建造物）：昭和45年8月3日指定[6]

### 文京区指定文化財
- 板絵着色 野見宿禰と当麻蹶速図額装 1面（絵画）：昭和57年11月1日指定
- 板絵着色 入船図額装 1面（絵画） - 昭和57年11月1日指定
- 紙本墨画 龍・虎図 2面（附 鷹・山水図 2面）（絵画）：昭和57年11月1日指定
- 天神面 1面（彫刻）：平成6年11月1日指定
- 湯島天神門前総図（古文書）：昭和50年11月1日指定
- 奇縁氷人石（有形民俗文化財）：昭和60年11月1日指定

## 氏子地域
- 文京区湯島一丁目（2・3・13除く）二～四丁目
- 文京区本郷三丁目（全域）、二丁目（一部）
- 千代田区外神田二丁目1～4、5（一部）
- 台東区上野三丁目1、4・5、8～12、19～22、25・26、五丁目20（一部）

※一部妻恋神社（湯島三丁目）、三河稲荷神社（本郷二丁目）と氏子地域が重複する。

## 湯島天満宮を舞台とする作品
- 泉鏡花『婦系図』
- 重松清『流星ワゴン』
- 荒俣宏『帝都物語』
- 『宿屋の富』（落語）

## 現地情報
交通アクセス
- 東京メトロ千代田線 湯島駅 3番出口 徒歩3分（経路案内）
- 都営地下鉄大江戸線 上野御徒町駅 A4出口 徒歩6分（経路案内）
- 東京メトロ銀座線 上野広小路駅 A4出口 徒歩6分（経路案内）
- JR山手線 御徒町駅 北口 徒歩8分（経路案内）
- 東京メトロ丸ノ内線 本郷三丁目駅 5番出口 徒歩8分（経路案内）

周辺
- 不忍池
- 湯島聖堂：参道を下った先にある聖橋の北詰から、東手前

## 参考資料
- “湯島天満宮【湯島天神】”.   東京都神社庁. 2020年7月5日閲覧。
- “湯島天満宮表鳥居”. 東京都文化財情報データベース.  東京都庁. 2020年7月5日時点のオリジナルよりアーカイブ。2020年7月6日閲覧。

## 関連文献
- 斎藤長秋 編「卷之五 玉衡之部 湯島天満宮」『江戸名所図会』 3巻、有朋堂書店〈有朋堂文庫〉、1927年、206-209頁。NDLJP:1174157/108。